# Гарванът (филм, 2024)
„Гарванът“ (на английски: The Crow) е американски супергеройски филм от 2024 г. на режисьора Рупърт Сандърс по сценарий на Зак Бейлин и Уилям Шнайдер, базиран на едноименната поредица от комикси, създадени от Джеймс О'Бар. Той ще е петият филм от поредицата „Гарванът“, който е рестарт и римейк на едноименния филм от 1994 г.. Във филма участват Бил Скарсгорд, Талия Барнет и Дани Хюстън.
Премиерата на филма излиза по кината в Съединените щати на 23 август 2024 г. от „Лайънсгейт“.